# Diócesis católicas del siglo I
Si bien el término "Iglesia católica" aparece por primera vez después del año 100, en un escrito de san Ignacio de Antioquía a los de Esmirna, existen circunscripciones territoriales católicas (diócesis y arquidiócesis, incluyendo la Santa Sede y el Patriarcado latino de Jerusalén) que trazan su historia hasta el siglo I (los hipervínculos de cada circunscripción se colocarán en el último punto de su evolución).
Las circunscripciones más antiguas serían las diócesis derivadas de las comunidades fundadas en el año 30: la de Alejandría (Egipto) y la de Jerusalén (actuales Israel, Palestina y Jordania). Hacia el año 40, se fundarían las comunidades de Siponto, Taormina (ambas en Italia) y Antioquía (Siria). Hacia el 47, se fundó la comunidad de Acci (España). Después, a lo largo del primer siglo, se fundaron otras 33 comunidades, incluyendo la de Roma como sede principal (sin considerar aquí las diócesis de la Iglesia de Oriente que hoy no están en comunión con el obispo de Roma):
- 21 en Italia: Agrigento, Benevento, Brescia, Catania, Cesena, Fano, Fiesole, Florencia, Foligno, Lucca, Milán (actualmente de rito ambrosiano), Nápoles, Nepi, Palermo, Pozzuoli, Rávena, Regio de Calabria, Reggio Emilia, Roma (que incluye actualmente la Ciudad del Vaticano), Spoleto y Terracina.
- 6 en España: Iliturgi (suprimida a mediados del siglo III, con la erección de la diócesis de Tucci), Cartagena, Guadix, Itálica (suprimida al parecer en el siglo II, pasando a ser sede titular), Tarragona y Toledo (actualmente de rito mozárabe).
- 4 en Francia: Aix, Limoges, Marsella y Sens.
- Tréveris, en Alemania.
- Malta, en Malta.

## Elevación de algunas diócesis en el primer milenio
En el siglo III, la diócesis de Sens fue elevada al rango de arquidiócesis (o archidiócesis) metropolitana, lo mismo que Tarragona, Milán y Toledo en el siglo IV.
El Concilio de Nicea I (a. 325), devolvió el nombre de Jerusalén a la comunidad que había sido nombrada Aelia Capitolina en 135 y elevó la comunidad de Antioquía al rango de Patriarcado. Más tarde, el Concilio de Calcedonia (a. 451) hizo lo propio con las comunidades de Alejandría y Jerusalén. Ambos concilios son reconocidos por católicos y ortodoxos. Poco después, Alejandría se separaría de la comunión católica. A lo largo de este siglo, fueron también elevadas a arquidiócesis metropolitanas las diócesis de Aix, Rávena y Tarragona.
En el año 741, se suprimió la diócesis de Acci; en 902, la de Taormina, cediendo su territorio a la diócesis de Mesina, erigida en el siglo V.
En el siglo IX, sucedió lo propio con la diócesis de Tréveris. En el siglo X, fue el turno de Benevento y Nápoles; en el caso de Benevento, tenemos la primera fecha exacta de estas elevaciones: 26 de mayo de 969.

## Baja Edad Media
En 1050, Palermo fue elevada a arquidiócesis metropolitana. En 1074, pasó lo propio con la diócesis de Siponto. Pocas décadas después de la llegada de los turcos selyúcidas a Jerusalén y la derrota del ejército bizantino en la batalla de Manzikert, el papa Urbano II proclamó la Primera Cruzada, durante la cual se instauraron el Principado de Antioquía y el Reino de Jerusalén. Con el Cisma de Oriente, los Patriarcados de Antioquía y de Jerusalén habían quedado en manos de los ortodoxos, por lo que la Iglesia Católica erigió en ese momento los Patriarcados Latinos de Antioquía (1098) y de Jerusalén (1099), aunque el primero como sede titular. En este siglo, Regio de Calabria fue elevada a arquidiócesis metropolitana.
El 17 de enero de 1217, Terracina se convirtió en la diócesis de Terracina, Priverno y Sezze, con la consiguiente supresión de Priverno y Sezze. Dos años más tarde (1219), el Patriarcado de Alejandría fue declarado sede titular. En 1230, la diócesis de Siponto cambió de nombre a Manfredonia.
Después de la última cruzada y la caída del reino de Jerusalén, el Patriarcado Latino de Jerusalén fue declarado sede titular (1295). Posteriormente, ganaría territorio en Chipre con las supresiones de la arquidiócesis de Nicosia, la diócesis de Pafos (ambas en 1570) y las diócesis de Limasol y Famagusta (1571).
Finalmente, Florencia fue elevada a arquidiócesis metropolitana (10 de mayo de 1419) y Nepi pasó a ser la diócesis de Nepi y Sutri (12 de diciembre de 1435), quedando Sutri como una sede titular.

## SiglosXVIIIyXIX
El 11 de septiembre de 1726, Lucca fue elevada a arquidiócesis archiepiscopal.
En 1801, durante el período de formación del Imperio Napoleónico, el cónsul Napoleón Bonaparte negoció un concordato con la Santa Sede. El 29 de noviembre de ese año, el papa Pío VII publicó una bula reorganizando las diócesis en el territorio francés, según lo estipulado en el concordato. En consecuencia, las diócesis de Marsella y Sens fueron suprimidas y sus territorios integrados a las diócesis de Aix y Troyes, respectivamente; asimismo, Tréveris, habiendo sido conquistada ese mismo año por los franceses, fue reducida a diócesis.
El 27 de junio de 1818, la arquidiócesis de Manfredonia ganó territorio por la supresión de la diócesis de Vieste, erigida en el siglo XI. El 15 de enero de 1821, la diócesis de Spoleto fue elevada a arquidiócesis archidiocesana. Al año siguiente, Pío VII publicó la bula Paternæ caritatis (6 de octubre), restableciendo entre otras la diócesis de Marsella y la arquidiócesis metropolitana de Sens.
El 4 de octubre de 1847, durante la reforma del Imperio otomano, se restablece el Patriarcado Latino de Jerusalén, a partir del Vicariato Apostólico de Alepo (Siria), que llevaba menos de un siglo de existencia. Finalmente, el 4 de septiembre de 1859, en plena guerra de independencia italiana, Catania es elevada a arquidiócesis archiepiscopal.

## SiglosXXyXXI
El 1.º de enero de 1944, Malta fue elevada a arquidiócesis metropolitana; el 22 de febrero de 1947, Rávena recibió el territorio de Cervia y pasó a ser la arquidiócesis de Rávena y Cervia; al año siguiente (31 de enero), Marsella fue elevada a arquidiócesis archidiocesana.
En 1964, los Patriarcados Latinos (sedes titulares) de Alejandría y Antioquía fueron suprimidos. Tres años después, el 12 de septiembre de 1967, la diócesis de Terracina, Priverno y Sezze recibe el nombre de Terracina-Latina, Priverno y Sezze. En 1969, Taormina fue restituida como sede titular.
El 30 de abril de 1979, la arquidiócesis de Manfredonia perdió su condición de metropolitana. El 11 de febrero de 1986, la diócesis de Nepi y Sutri fue suprimida y su territorio integrado a Civita Castellana; el 30 de septiembre del mismo año, hubo una reorganización de las diócesis italianas, con lo que hubo los siguientes cambios en las diócesis que habían surgido en el siglo I:
- Cesena pasó a ser Cesena-Sarsina, con la supresión de Sarsina.
- Fano pasó a ser Fano-Fossombrone-Cagli-Pergola, con la supresión de Fossombrone y de Cagli y Pergola.
- Terracina-Latina, Priverno y Sezze pasó a ser Latina-Terracina-Priverno-Sezze.
- Manfredonia pasó a ser Manfredonia-Vieste.
- Rávena y Cervia pasó a ser Rávena-Cervia.
- Reggio Emilia pasó a ser Reggio Emilia-Guastalla, con la supresión de Guastalla.
- Regio de Calabria pasó a ser Regio de Calabria-Bova, con la supresión de Bova.
- Spoleto pasó a ser Spoleto-Norcia, con la supresión de Norcia.

El 2 de diciembre de 2000, Agrigento y Catania fueron elevadas a arquidiócesis metropolitanas. En 2002, Manfredonia-Vieste cambió de nombre a Manfredonia-Vieste-San Giovanni Rotondo (6 de diciembre), Aix y Sens fueron reducidas a arquidiócesis archidiocesanas (8 y 16 de diciembre, respectivamente), siendo elevada Marsella este último día a arquidiócesis metropolitana. Por último, en enero de 2009, Andújar fue restaurada como sede titular.

## Fuente
- «Giga-Catholic Information».

- Datos: Q5811919